# دان إلدون
دان إلدون (بالإنجليزية: Dan Eldon)‏ هو مصور وصحفي صومالي وبريطاني، ولد في 18 سبتمبر 1970 في هامبستاد في المملكة المتحدة، وتوفي في 12 يوليو 1993 في مقديشو في الصومال بسبب رجم.